# Parapercis simulata
Parapercis simulata är en fiskart som beskrevs av Schultz, 1968. Parapercis simulata ingår i släktet Parapercis och familjen Pinguipedidae. Inga underarter finns listade i Catalogue of Life.